# Kilodegree Extremely Little Telescope
The Kilodegree Extremely Little Telescope (KELT) は、2台のロボット望遠鏡を用いたサーベイ観測で、トランジット法で太陽系外惑星を発見するための観測システム、およびその観測プロジェクトである。プロジェクトは、オハイオ州立大学、ヴァンダービルト大学、リーハイ大学の物理学・天文学専攻と、南アフリカ天文台 (SAAO)の共同で行われている。

## KELT 望遠鏡
KELT は、アメリカ合衆国・アリゾナ州にある KELT-North と、南アフリカ共和国の SAAO にある KELT-South に設置された2つの望遠鏡から成り立っている。
それぞれの KELT 望遠鏡は、4096 × 4096 ピクセルの Apogee CCD の前面に設置された、4.2 cm 口径の広視野 (26度 × 26度) 望遠レンズで構成されている。また狭い視野での観測モードのための、7.1 cm 口径の狭角レンズ (10.8度 × 10.8度) を設置することもできる。KELT-North では Apogee AP16E カメラを使用しているが、KELT-South では Apogee U16M を使用している。光学アセンブリとカメラは Software Bisque 社製の Paramount ME マウントに取り付けられている。

### KELT-North
KELT-North は、アリゾナ州ソノイタのWiner Observatoryに設置された望遠鏡である。ツーソンからは車で1時間程度の距離にある。KELT-North は2004年にこの天文台に設置され、2006年に観測運用が始まった。以降、機器の故障や悪天候による中断を挟みながらも継続的に稼働している。

### KELT-South
KELT-South は南アフリカ共和国サザランドに SAAO が所有し運営している天文観測地点に設置されている望遠鏡である。ケープタウンからは北方に 370 km 離れた位置にある。KELT-South は2009年に設置された。

## 目標と運用
KELT は、見かけの等級が 8〜10 の恒星をトランジットする系外惑星の発見を目的としている。この明るさは、視線速度法を用いた系外惑星サーベイ観測の対象となる恒星の明るさよりはわずかに暗いが、トランジット法を用いた大部分のサーベイ観測の対象よりは明るい。
2つのKELT望遠鏡は、あらかじめ決められた空の領域を、天候の良い日は毎晩連続的に観測する。観測の際の露光時間は全て150秒であり、KELTがターゲットとしている明るさの恒星を観測するのに最適化されている。
2台の望遠鏡のうち先に設置されたのはKELT-Northで、前述のように2006年に観測を開始した。以降2020年3月までに26個の惑星を発見し、プロジェクトに関連した数十の論文が出版されている。
KELTの観測のうち惑星トランジットの検出を目的としたものは2020年3月に終了することが発表された。同様の機能を持つTESSの運用が始まったことが理由に挙げられている。トランジット以外の観測や、蓄積されたデータの処理・公開は、引き続き行われる。

## KELT が発見した系外惑星
KELTは現在までに複数の系外惑星と、少なくとも1つの褐色矮星を発見している。
また、以下の褐色矮星も発見されている。